# Alberto Novellis di Coarazze
Alberto Novellis di Coarazze (Bard, 6 agosto 1877 – Vernante, 6 settembre 1956) è stato un generale e aviatore italiano, veterano della guerra italo-turca, dove fu comandante della Squadriglia aviatori di Tripoli, durante la prima guerra mondiale comandò il I Gruppo e poi il XII Gruppo aeroplani. Tra il 1 maggio 1918 e il 22 luglio 1919 fu comandante dell'aeronautica della 3ª Armata. Decorato della Croce di Cavaliere dell'Ordine Militare di Savoia, di una Medaglia d'argento e di una Croce di guerra al valor militare.

## Biografia
Nacque a Bard il 6 agosto 1877, figlio del nobile Alfonso Novellis dei baroni di Coarazze Arruolatosi nel Regio Esercito, frequentò la Regia Accademia Militare di Fanteria e Cavalleria di Modena da cui uscì con il grado di sottotenente, assegnato all'arma di fanteria. A partire dal 1906 frequentò la Scuola di guerra dell'esercito di Torino. Si appassionò al mondo dell'aviazione quando era capitano del 42º Reggimento fanteria, conseguendo il brevetto di pilota d'aeroplano presso la scuola di volo di Pau, in Francia, il 2 gennaio 1912. Il 1 maggio seguente conseguì quello di pilota militare, ed entrò a far parte del Servizio Aeronautico, partendo subito dopo per la Libia al seguito del Corpo di spedizione italiano. Assunto il comando della Flottiglia aviatori di Tripoli, eseguì numerose missioni di ricognizione sulle posizioni nemiche. Rientrato in Italia eseguì, con successo, numerosi voli, tra i quali Pordenone-Venezia-Pordenone e Pordenone-Torino.
Il 16 marzo 1913 fu insignito della Croce di Cavaliere dell'Ordine Militare di Savoia.
Il 28 dello stesso mese assunse il comando del neocostituito I Gruppo squadriglie di base a Torino, che all'atto dell'entrata in guerra del Regno d'Italia, avvenuta il 24 maggio 1915, si trovava sul campo d'aviazione di Portogruaro, passando successivamente su quello di Aviano, di Cervignano del Friuli e di Mortegliano. Mantenne questo incarico fino 13 settembre successivo, quando fu sostituito dal Maggiore Augusto Gallina.
Con il grado di maggiore, tra il giugno e la fine dell'estate del 1917 fu comandante del XII Gruppo aeroplani di Belluno prima di tornare brevemente al comando del I Gruppo di Santa Maria la Longa nell'autunno 1917 da Tenente Colonnello. Il 1 maggio 1918 assunse il comando dell'aeronautica della 3ª Armata di S.A.R. il Duca d'Aosta. Promosso colonnello, ricoprì tale incarico fino al 22 luglio 1919. Successivamente fu al comando dell'aeronautica della 1ª e della 8ª Armata, che mantenne fino alla fine del 1919. Al termine del conflitto risultava decorato di una Medaglia d'argento e una Croce di guerra al valor militare.
Tra il 1919 e il 1923, quando venne costituita la Regia Aeronautica, fu comandante del 3º Raggruppamento aeroplani da ricognizione. Rimasto in servizio nel Regio Esercito, fu comandante del distretto militare di Foggia (1923-1924), e il 15 giugno 1926 assunse il comando del 61º Reggimento fanteria. Promosso generale di brigata il 1 gennaio 1933, divenne comandante della VI Brigata fanteria di Milano, mantenendo tale incarico fino al 1 marzo 1934, quando assunse l'incarico di Ispettore della mobilitazione della Divisione militare del Piave, con Quartier generale a Padova. Il 1 gennaio 1937 fu elevato al rango di generale di divisione, assumendo l'incarico di Capo di stato maggiore del Comando militare territoriale di Milano.
Si sposò con la nobile Angelica Quarelli dei conti di Lesegno, ed insieme ebbero 3 figli: Giuseppe, sottotenente di vascello osservatore in servizio presso 175ª Squadriglia Ricognizione Marittima di stanza in Libia, deceduto durante la seconda guerra mondiale in un incidente occorso ad un aereo da trasporto Savoia-Marchetti S.74 il 23 ottobre 1941 a Licodia Eubea; Camillo, Tenente di cavalleria del Reggimento "Lancieri di Novara" (5º) decorato di Medaglia d'argento al Valor Militare, sposatosi con Costanza Ferrari; ed, infine, Maria Consolata, sposatasi con il conte Carlo Antonielli d'Oulx
Si spense a Vernante, provincia di Cuneo, il 6 settembre 1956.

### Fonti
1. 1 2 3 4  Mancini 1936, p. 470.
2. ↑  Cobianchi 1943, p. 236.
3. 1 2 3  Ufficio Storico dell'Aeronautica Militare 1969, p. 145.
4. ↑  Fraschetti 1986, p. 37.
5. ↑  Fraschetti 1986, p. 65.
6. 1 2 3  Generals.
7. 1 2  Lambadoria.
8. ↑  Sito web del Quirinale: dettaglio decorato.
9. ↑  Gazzetta Ufficiale del Regno d'Italia n.80 del 7 aprile 1938, pag.20.